# Tratado Anglo-Português de 1891
O Tratado Anglo-Português de 1891 foi um acordo entre o Reino Unido e o Reino de Portugal que fixou os limites entre o Protetorado Britânico da África Central (hoje Maláui), e os territórios administrados pela Companhia Britânica da África do Sul em Maxonalândia e Matabelelândia (hoje parte do Zimbábue) e pela Rodésia do Noroeste (hoje parte da Zâmbia) e Moçambique Português, e também entre os territórios administrados pela Companhia Britânica da África do Sul na Rodésia do Nordeste (hoje na Zâmbia) e a Angola Portuguesa. Este tratado pôs fim a cerca de 20 anos de crescente desacordo sobre reivindicações territoriais conflitantes na parte oriental da África Central, onde Portugal reivindicava o Mapa Cor-de-Rosa, faixas de terra sob descoberta e exploração prévia de longa data, mas onde os cidadãos britânicos criaram missões e ações comerciais exploratórias no Planalto de Chire (hoje no Maláui), a partir de 1860. [carece de fontes?]
Essas divergências foram aumentadas em 1870 e 1880, em primeiro lugar por uma disputa sobre a pretensão britânica de parte da Baía de Maputo (então chamada Baía da Lagoa) e pelo fracasso das negociações bilaterais entre os dois países ao longo dos limites dos territórios portugueses, e, em segundo lugar, como resultado da Conferência de Berlim de 1884-1885, que estabeleceu a doutrina da ocupação efetiva. Após a Conferência de Berlim, Portugal tentou estabelecer uma zona de ocupação efetiva ligando as suas colónias de Angola e Moçambique através de expedições fazendo tratados que estabelecem protetorados sobre os povos locais e obter o reconhecimento de outras potências europeias. O relativo sucesso desses esforços portugueses alarmou o governo britânico de Lord Salisbury, que também estava sob pressão de missionários no Planalto de Chire, e também Cecil Rhodes, que fundou a Companhia Britânica da África do Sul em 1888 com o objetivo de controlar a maior parte do centro-sul da África como poderia. Por estas razões, e em resposta a um conflito armado menor no Planalto de Chire, Lord Salisbury emitiu o ultimato britânico de 1890 que exigia a Portugal a evacuação das áreas em disputa. Lord Salisbury recusou o pedido Português para a arbitragem e, depois de uma tentativa frustrada de corrigir os limites dos seus respetivos territórios em 1890, o Tratado Anglo-Português de 1891 foi aceite por Portugal sob coação.